# El peatón (cuento de Ray Bradbury)
El peatón (título original en inglés: The Pedestrian) es un relato corto del escritor estadounidense Ray Bradbury publicado originalmente el 7 de agosto de 1951 en The Reporter. Volvió a aparecer publicado en The Magazine of Fantasy & Science Fiction de febrero de 1952 y fue incluido en la colección Las doradas manzanas del sol (1953).

## Argumento
Leonard Mead pasea una noche de noviembre de 2052 por las solitarias calles de la ciudad. Al otro lado de las iluminadas ventanas, sus conciudadanos ven los programas televisivos mientras él disfruta de su habitual paseo nocturno.

"Luego de diez años de caminatas, de noche y de día, en miles de kilómetros, nunca había encontrado a otra persona que se paseara como él".

Esa noche, su inofensivo entretenimiento será interrumpido por un coche patrulla robótico que lo interrogará sobre sus intenciones.

## Adaptaciones
El propio Bradbury adaptó el relato para la serie televisiva canadiense The Ray Bradbury Theater. El episodio The Pedestrian se emitió el 4 de agosto de 1989. Fue dirigido por Alun Bollinger y protagonizado por David Ogden Stiers, Grant Tilly y Stig Eldred.